# Dolmen de la Chambrette
Le dolmen de la Chambrette (ou La Chambrette) est un dolmen de Nivillac, dans le Morbihan en France.

## Localisation
L'édifice est situé dans un bois en haut d'une falaise,, à environ 630 m à vol d'oiseau à l'est du port de Foleux et 200 m au sud de la rive gauche de la Vilaine.

## Description
L'édifice est un dolmen, dont les orthostates sont en schiste. Selon l'archéologue P.-R. Giot, la chambre aurait été couverte d'une voûte de pierres sèches empilées « en tas de charge ». Le sol de la chambre est dallé.

## Historique
Le dolmen date du Néolithique.
Une campagne de fouille, menée à une époque indéterminée, a mis au jour des tessons de poteries de l'époque chasséenne et un éclat de silex.
L'édifice est classé au titre des monuments historiques par arrêté du 9 mars 1957.